# Barrophilus isolatus
Barrophilus isolatus är en mångfotingart som beskrevs av Chamberlin 1940. Barrophilus isolatus ingår i släktet Barrophilus och familjen storjordkrypare.
Artens utbredningsområde är Panama. Inga underarter finns listade i Catalogue of Life.